# 耶羅山
37°57′30″N 5°37′14″W / 37.95833°N 5.62056°W

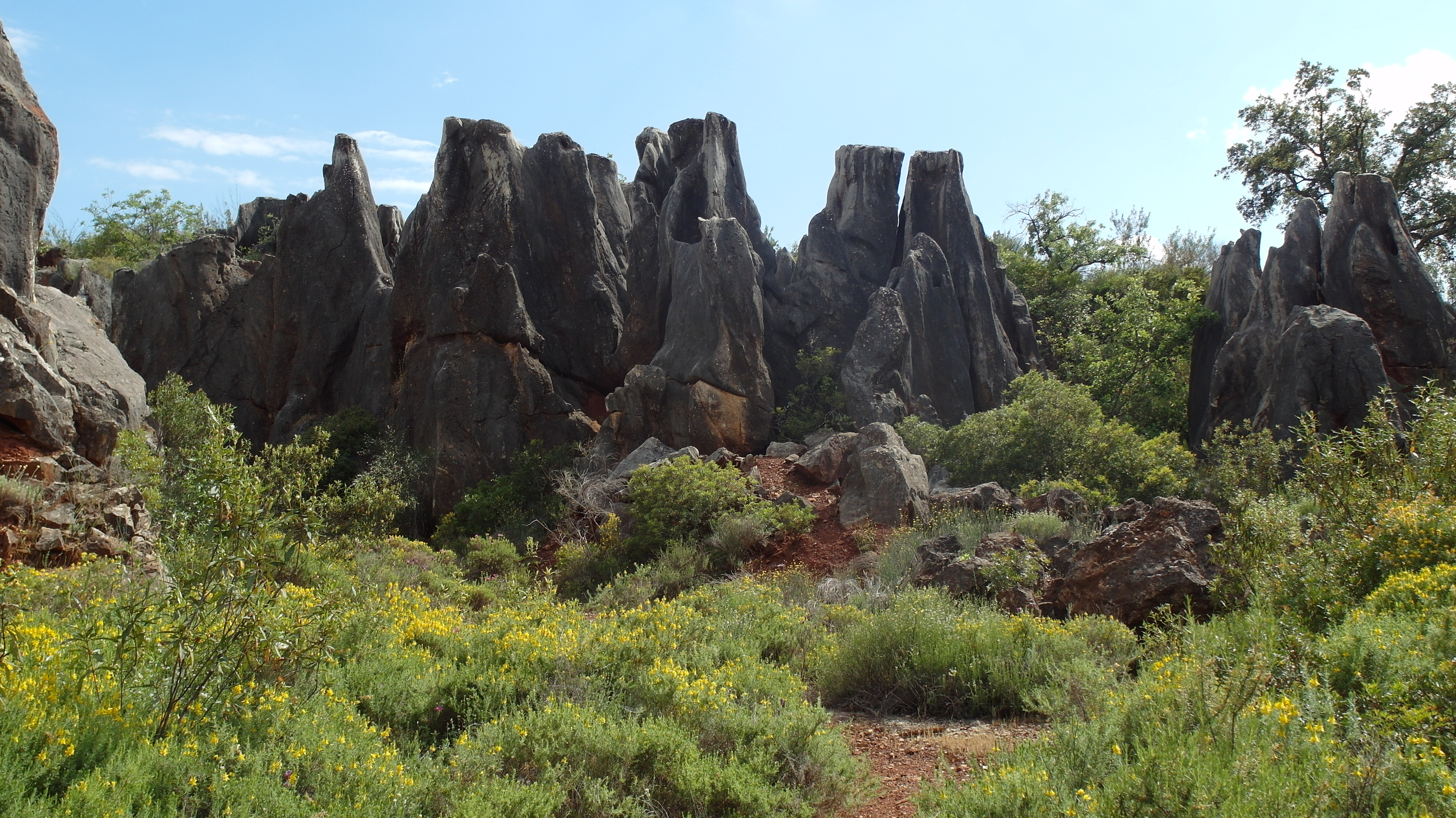

耶羅山是西班牙的山峰，位於該國南部安達魯西亞自治區塞維利亞省，處於聖尼古拉斯-德爾普埃托以南約5公里，海拔高度689米。